# Pablo Moldú
Pablo Alejandro Moldú (Tornquist, 23 febbraio 1978) è un ex cestista argentino con cittadinanza italiana.

## Carriera
Debutta nel campionato argentino con la maglia del Gimnasia, squadra della città di Comodoro Rivadavia. Vi rimarrà fino al 2001, quando si trasferisce all'Estudiantes Bahía Blanca.
Nel 2002 sbarca nella Legadue italiana firmando un contratto con la Robur Osimo, ma dopo 11 partite va a terminare l'annata all'Andrea Costa Imola. Un anno più tardi Moldú viene ingaggiato in Serie A da Napoli, con cui disputa 32 gare di regular season più le 5 gare dei quarti di finale dei play-off scudetto contro Pesaro.
Dopo una breve apparizione in Grecia allo Ionikos Neas Filadelfeias BC, Moldú gioca nel campionato italiano anche nel 2004-05, scendendo in Legadue tra le file di Pavia. Torna poi in patria dove vince il campionato nazionale 2005-06 con la sua vecchia squadra, il Gimnasia. Nel maggio 2007 fa ritorno nella Legadue italiana con la parentesi ai Crabs Rimini, che lo ingaggiano a titolo cautelativo impiegandolo solo in gara2 delle semifinali play-off contro Pesaro.
Nel 2007 si trasferisce al Libertad de Sunchales, dove al termine del suo primo anno di permanenza ha modo di conquistare la sua seconda Liga Nacional.

### Nazionale
Moldú ha fatto parte della selezione argentina impegnata ai Goodwill Games del 2001 svoltisi a Brisbane, in Australia.